# Adam Saint-Moore
Adam Saint-Moore — nom de plume de Jacques Louis René Douyau — né le 5 octobre 1924, à Cadeilhan et mort le 7 juin 2016 à Auch (Gers), est un écrivain français, auteur de roman policier, d'espionnage et d'anticipation.

## Biographie
Jacques Douyau est l'arrière petit-fils du poète occitan Jacques Boé, dit Jasmin. Il fait des études universitaires à La Sorbonne où il obtient une licence en sociologie et en philosophie, puis un certificat d'histoire moderne à Toulouse. Il est chroniqueur littéraire pour La Dépêche du Midi.
En 1956, il publie ses premiers romans : Section de recherches dans le genre espionnage et La mort sort de l'ombre dans le genre policier. Auteur prolifique dans ces deux genres et pilier des éditions du Fleuve noir, il y publie cent cinquante-neuf romans jusqu'en 1985.
En 1957, il crée le personnage de l'espion Gunther surnommé Face d'Ange. En 1964, pour Face d'Ange met dans le mille, il obtient la palme d'or du roman d'espionnage. Vers la fin de sa carrière littéraire, il écrit plusieurs romans d'anticipation.

## Œuvre

### Romans d'espionnage
Tous publiés dans la collection Espionnage du Fleuve noir :

#### SérieFace d'Ange
- La Tête dans le guêpier, no 122 (1957)
- Ombres dans le soleil, no 131 (1957)
- Direction enfer, no 138 (1957)
- Exécution Grenouille, no 153 (1958)
- Cahier noir, no 159 (1958)
- Succession d'embûches, no 168 (1958)
- Circuit fermé, no 179 (1958)
- Contact guérilla, no 186 (1959)
- Toutes griffes dehors, no 273 (1961)
- La Torche dans la poudrière, no 282 (1961)
- Face d'Ange a le diable au corps, no 288 (1961)
- Les Scrupules de Face d'Ange, no 302 (1961)
- Les Casse-têtes de Face d'Ange, no 316 (1961)
- Face d'Ange réveille les morts, no 324 (1962)
- Les sabbats cessent à l'aube, no 332 (1962)
- Face d'Ange et la Peau du dragon, no 340 (1962)
- Face d'Ange retrouve la mémoire, no 357 (1963)
- Face d'Ange fait une folie, no 366 (1963)
- Les Chinoiseries de Face d'Ange, no 382 (1963)
- Les Méditations de Face d'Ange, no 397 (1963)
- Face d'Ange prend des vacances, no 407 (1963)
- Un zéro devant un chiffre, no 410 (1964)
- Les Sommeils de Face d'Ange, no 424 (1964)
- Les Clairs-obscurs de Face d'Ange, no 441 (1964)
- Face d'Ange met dans le mille, no 460 (1964)
- Face d'Ange broie du noir, no 472 (1965)
- Face d'Ange, la croix et la bannière, no 486 (1965)
- Face d'Ange n'aime pas la mousson, no 500 (1965)
- Les Gladiateurs aveugles, no 521 (1965)
- Face d'Ange froisse le kimono, no 533 (1966)
- Face d'Ange chasse le zombie, no 544 (1966)
- Face d'Ange se désintoxe, no 561 (1966)
- Face d'Ange lève le masque, no 580 (1966)
- Face d'Ange et la Conférence, no 588 (1967)
- Cœur ouvert pour Face d'Ange, no 598 (1967)
- Face d'Ange mâche le piment, no 617 (1967)
- Le K de Face d'Ange, no 642 (1967), réédition Fleuve noir coll. « Fleuve Noir Double » (1967)
- Face d'Ange et les Affreux, no 648 (1967)
- Face d'Ange a des pressentiments, no 666 (1967), réédition Fleuve noir coll. « Fleuve Noir Double » (1968)
- Face d'Ange chasse le trésor, no 678 (1968)
- Face d'Ange prend le maquis, no 696 (1968)
- Vacances romaines pour Face d'Ange, no 718 (1968), réédition Fleuve noir coll. « Fleuve Noir Double » (1969)
- Face d'Ange ne croit pas aux miracles, no 738 (1969)
- Face d'Ange et les Ombres chinoises, no 760 (1969), réédition Fleuve noir coll. « Fleuve Noir Double » (1969)
- Face d'Ange et la Petite Chèvre, no 777 (1969), réédition Fleuve noir coll. « Fleuve Noir Double » (1969)
- Coup de chaleur pour Face d'Ange, no 793 (1970)
- Face d'Ange passe par le toit, no 819 (1970)
- Face d'Ange dans le dédale, no 829 (1970)
- Face d'Ange au paradis perdu, no 859 (1971)
- Une ile pour Face d'Ange, no 874 (1971)
- Face d'Ange chez les émirs, no 890 (1971)
- L'Apocalypse selon Face d'Ange, no 914 (1971)
- Face d'Ange a le cœur sensible, no 929 (1971)
- Une croisade pour Face d'Ange, no 951 (1972)
- Face d'Ange rencontre le diable, no 965 (1972)
- Face d'Ange et la Momie blonde, no 978 (1972)
- Face d'Ange et le Plan “Abysses”, no 1000 (1972)
- Face d'Ange et l'Arme du diable, no 1012 (1973)
- Face d'Ange et le Dieu vivant, no 1042 (1973)
- Un coup tordu pour Face d'Ange, no 1061 (1973)
- Face d'Ange et la Grande Panique , no 1074 (1973)
- Face d'Ange et les Petits Français, no 1100 (1974)
- Un désert pour Face d'Ange, no 1228 (1975)
- Face d'Ange, la Dame et l'Ogre, no 1244 (1975)
- Face d'Ange casse le “noyau”, no 1284 (1976)  (ISBN 2-265-00125-2)
- Face d'Ange et la Chasse à l'éléphant, no 1311 (1977)  (ISBN 2-265-00234-8)
- Face d'Ange dans le cercle magique, no 1337 (1977)  (ISBN 2-265-00358-1)
- Un complot pour Face d'Ange, no 1433 (1978)  (ISBN 2-265-00749-8)
- Un safari pour Face d'Ange, no 1469 (1979)  (ISBN 2-265-00927-X)
- Face d'Ange fait échec à la dame, no 1476 (1979)  (ISBN 2-265-00996-2)
- Face d'Ange et le Dinosaure, no 1499 (1979)  (ISBN 2-265-01103-7)
- Face d'Ange et les Archives de Big Daddy, no 1516 (1980)  (ISBN 2-265-01203-3)
- Face d'Ange chasse le chacal, no 1523 (1980)  (ISBN 2-265-01233-5)
- Face d'Ange n'aime pas la logique, no 1539 (1980)  (ISBN 2-265-01308-0)
- Face d'Ange chez l'empereur, no 1552 (1980)  (ISBN 2-265-01419-2)
- Face d'Ange chez les Barbudos, no 1570 (1980)  (ISBN 2-265-01512-1)
- Face d'Ange et la Désinformation, no 1578 (1981)  (ISBN 2-265-01558-X)
- Un été romain pour Face d'Ange, no 1582 (1981)  (ISBN 2-265-01591-1)
- L'Amorale de Face d'Ange, no 1612 (1981)  (ISBN 2-265-01773-6)
- Face d'Ange entre dans le cirque, no 1644 (1982)  (ISBN 2-265-01918-6)
- Face d'Ange et la “Fraktion”, no 1660 (1982)  (ISBN 2-265-02008-7)
- Face d'Ange et l'Opération “Homo”, no 1755 (1984)  (ISBN 2-265-02577-1)
- Face d'Ange et l'Opération “Sosie”, no 1804 (1985)  (ISBN 2-265-02898-3)

#### Autres romans d'espionnage
- Section de recherches, no 92 (1956)
- Le Feu à la mèche, no 100 (1956)
- Nettoyage en rafale, no 109 (1956)
- Réseau liquidation, no 143 (1957)
- Protection collective, no 193 (1959)
- Réseaux déchaînés, no 204 (1959)
- Frontières invisibles, no 213 (1959)
- Les Mâchoires du piège, no 220 (1960)
- Lame de fond à Hong-Kong, no 237 (1960)
- Le Fond du filet , no 249 (1960)
- Il faut tuer... Mr Gunther, no 261 (1960)

### Romans policiers
Tous publiés dans la collection Spécial Police du Fleuve noir :
- La mort sort de l'ombre, no 94 (1956), réédition Fleuve noir coll. « Fleuve Noir Double » no 9 (1969)
- Corrida en musique, no 99 (1956), réédition Fleuve noir coll. « Fleuve Noir Double » no 21 (1969)
- Coup de torchon au paradis, no 116 (1957)
- La Dernière Morsure, no 131 (1957)
- La chaise est avancée, no 158 (1958)
- Du noir pour la veuve, no 170 (1958)
- Quand la peau vous pèse, no 193 (1959)
- Le Piège aux serpents, no 212 (1959)
- Chantage à la morgue, no 223 (1960)
- Toutes les peaux saignent, no 239 (1960)
- Les morts ne savent pas lire, no 256 (1961)
- Le Diable aime la neige, no 282 (1961)
- Les prophètes meurent aussi, no 308 (1962)
- La Peau d'un roi, no 326 (1962)
- Dernier Collier pour dame seule, no 341 (1963)
- Les seigneurs s'ennuient, no 377 (1963)
- Quarante de fièvre, no 406 (1964)
- Le Sang des idoles, no 423 (1964)
- Les Voix de la nuit, no 468 (1965)
- La mort ne prend pas de vacances, no 491 (1965)
- Jusqu'au sixième cercle, no 548 (1966)
- Sous les étoiles noires..., no 560 (1966)
- L'Aiguille dans le foin, no 595 (1967), réédition Fleuve noir coll. « Polar 50 » no 10 (1988)  (ISBN 2-265-03874-1)
- La Nuit du chat, no 607 (1967)
- Un été comme les autres, no 624 (1967)
- La Dernière Battue, no 649 (1968)
- Le Cercle vicieux, no 675 (1968)
- L'Affaire “Chaperon rouge”, no 704 (1969)
- Le Mort de la Fontaine-aux-filles, no 760 (1969)
- Les Trois Lettres du triangle, no 795 (1970)
- L'Aigle d'Azraël, no 809 (1970)
- La Bombe à retardement, no 833 (1970)
- Un matin sur la dune, no 858 (1971)
- L'Ombre du roi David, no 884 (1971)
- Le Fond du puits, no 918 (1971)
- Les Comptes du Petit-Poucet, no 963 (1972), réédition no 1654 (1981)  (ISBN 2-265-01655-1)
- La Part du diable, no 999 (1972)
- La Corde de la pendue, no 1196 (1973)
- Œil pour œil, no 1208 (1973)
- La sorcière a les yeux verts, no 1223 (1975)
- Une odeur de pourri, no 1240 (1976)
- La Main de dieu, no 1279 (1976)  (ISBN 2-265-00130-9)
- Adieu, guérillero, no 1319 (1977)  (ISBN 2-265-00300-X)
- Le Juge et l'Otage, no 1372 (1977)  (ISBN 2-265-00502-9)
- Autopsie d'un viol, no 1413 (1978)  (ISBN 2-265-00678-5)
- Les Ressorts du piège, no 1452 (1978)  (ISBN 2-265-00824-9)
- La Nuit de l'autre, no 1482 (1979)  (ISBN 2-265-00970-9)
- Le Dernier Rendez-vous du Président, no 1493 (1979)  (ISBN 2-265-01007-3)
- Le Parfum du diable, no 1494 (1979)  (ISBN 2-265-01036-7)
- Le Désordre et la Loi, no 1533 (1979)  (ISBN 2-265-01155-X)
- Les chiens sont lâchés, no 1549 (1980)  (ISBN 2-265-01214-9)
- Ça se mange froid, no 1562 (1980)  (ISBN 2-265-01270-X)
- Et mort le venin, no 1614 (1981)  (ISBN 2-265-01514-8)
- Le Juge et le Gendarme, no 1670 (1981)  (ISBN 2-265-01748-5)
- Une petite fée dans la nuit, no 1746 (1982)  (ISBN 2-265-02064-8)
- La Blonde dans l'ascenseur, no 1763 (1982)  (ISBN 2-265-02122-9)

### Romans d'anticipation

#### SérieChroniques de l'ère du Verseau
Tous publiés dans la collection Fleuve Noir Anticipation du Fleuve noir :
- Les Lois de l'Orga, no 953 (1979)  (ISBN 2-265-01137-1)
- Les Jours de la Montagne Bleue, no 980 (1980)  (ISBN 2-265-01248-3)
- 3087, no 987 (1980)  (ISBN 2-265-01277-7)
- La Mémoire de l'archipel, no 1014 (1980)  (ISBN 2-265-01395-1)
- La Vingt-sixième Réincarnation, no 1049 (1981)  (ISBN 2-265-01551-2)
- La Traque d'été, no 1078 (1981)  (ISBN 2-265-01661-6)
- L'Hérésiarque, no 1159 (1982)  (ISBN 2-265-02018-4)
- Les Ombres de la Mégapole, no 1300 (1984)  (ISBN 2-265-02615-8)
- Les Clans de l'étang vert, no 1368 (1985)  (ISBN 2-265-02952-1)

### Autre roman
- La Marche au soleil, Fleuve noir, coll. « Grands Romans » (1965), réédition Fleuve noir (1980)  (ISBN 2-265-01482-6)

## Filmographie

### Adaptation au cinéma
- 1968 : Le tueur aime les bonbons (Un killer per sua maestà), fim franco-italo-allemand réalisé par Federico Chentrens et Maurice Cloche

### Scénario à la télévision
- 1973 : Monsieur Émilien est mort, téléfilm français réalisé par Jean Pignol

## Sources
: document utilisé comme source pour la rédaction de cet article.
- Claude Mesplède (dir.), Dictionnaire des littératures policières, vol. 2 : J - Z, Nantes, Joseph K, coll. « Temps noir », 2007, 1086 p. (ISBN 978-2-910-68645-1, OCLC 315873361), p. 703-704.